# Cuenca del río Lozoya y Sierra Norte
Cuenca del río Lozoya y Sierra Norte este o arie protejată (arie specială de conservare — SAC, sit de importanță comunitară — SCI) din Spania întinsă pe o suprafață de 50.231 ha, integral pe uscat.

## Localizare
Centrul sitului Cuenca del río Lozoya y Sierra Norte este situat la coordonatele 40°56′43″N 3°42′28″W / 40.9453°N 3.7078°V.

## Înființare
Situl Cuenca del río Lozoya y Sierra Norte a fost declarat sit de importanță comunitară în ianuarie 1998 pentru a proteja 2 specii de plante și 66 de specii de animale. Situl a fost protejat și ca arie specială de conservare în septembrie 2014.

## Biodiversitate
Situată în ecoregiunea mediteraneană, aria protejată conține 31 de habitate naturale: Pante stâncoase calcaroase cu vegetație casmofită, Păduri aluvionare cu Alnus glutinosa și Fraxinus excelsior (Alno-Padion, Alnion incanae, Salicion albae), Păduri iberice de Quercus faginea și Quercus canariensis, Formațiuni montane de Cytisus purgans, Lande oro-mediteraneene cu formațiuni endemice de grozamă, Roci stâncoase cu vegetație pionieră de Sedo-Scleranthion sau Sedo albi-Veronicion dillenii, Matorral arborescenți cu Juniperus spp., Lacuri și iazuri distrofice naturale, Liziere de ierburi înalte hidrofile de câmpie și de nivel montan până la alpin, Tufărișuri termo-mediteraneene și de pre-deșert, Păduri de Quercus ilex și Quercus rotundifolia, Pajiști oro-iberice cu Festuca indigesta, Păduri de stejar galițio-portugheze cu Quercus robur și Quercus pyrenaica, Păduri de Ilex aquifolium, Pajiști umede mediteraneene cu ierburi înalte de Molinio-Holoschoenion, Pseudostepă cu ierburi și specii anuale de Thero-Brachypodietea, Păduri endemice cu Juniperus spp., Pajiști uscate europene, Formațiuni ierboase bogate în specii de Nardus, dezvoltate pe substraturi silicioase în zone montane (și în zone submontane, în Europa continentală), Păduri termofile cu Fraxinus angustifolia, Grohotișuri termofile și vest-mediteraneene, Cursuri de apă de la nivel de câmpie la nivel montan, cu vegetație Ranunculion fluitantis și Callitricho-Batrachion, Râuri cu maluri nămoloase cu vegetație de Chenopodion rubri p.p. și Bidention p.p., Izvoare petrifiante cu formare de travertin (Cratoneurion), Pante stâncoase silicioase cu vegetație casmofită, Fânețe de joasă altitudine (Alopecurus pratensis, Sanguisorba officinalis), Iazuri temporare mediteraneene, Păduri de fag acidofile atlantice, cu subarboret de Ilex și, uneori, de asemenea, Taxus, la nivelul arbuștilor (Quercion robori-petraeae sau Ilici-Fagenion), Lacuri eutrofice naturale cu vegetație de tip Magnopotamion sau Hydrocharition, Galerii de Salix alba și de Populus alba, Dehesas cu Quercus spp. perene.
La baza desemnării sitului se află mai multe specii protejate:
- plante (2): Erodium paularense, Narcissus pseudonarcissus subsp. nobilis
- păsări (39): vulturul negru (Aegypius monachus), pescăruș albastru (Alcedo atthis), rață pitică (Anas crecca), rață mare (Anas platyrhynchos), fâsă-de-câmp (Anthus campestris), acvilă de munte (Aquila chrysaetos), stârc cenușiu (Ardea cinerea), buha (Bubo bubo), pasărea ogorului (Burhinus oedicnemus), ciocârlie-cu-degete-scurte (Calandrella brachydactyla), caprimulg (Caprimulgus europaeus), barză albă (Ciconia ciconia), barză neagră (Ciconia nigra), șerpar (Circaetus gallicus), erete cenușiu (Circus pygargus), dumbrăveancă (Coracias garrulus), ciocănitoare neagră (Dryocopus martius), presură de grădină (Emberiza hortulana), șoim călător (Falco peregrinus), Galerida theklae, vulturul pleșuv sur (Gyps fulvus), acvilă pitică (Hieraaetus pennatus), piciorong (Himantopus himantopus), stârc pitic (Ixobrychus minutus), pescăruș negricios (Larus fuscus), pescăruș râzător (Larus ridibundus), ciocârlie de pădure (Lullula arborea), gușă albastră (Luscinia svecica), gaia neagră (Milvus migrans), gaia roșie (Milvus milvus), Oenanthe leucura, viespar (Pernis apivorus), cormoran mare (Phalacrocorax carbo), corcodel mare (Podiceps cristatus), corcodel-cu-gât-negru (Podiceps nigricollis), Pyrrhocorax pyrrhocorax, turturică (Streptopelia turtur), silvie de tufiș (Sylvia undata), corcodel mic (Tachybaptus ruficollis)
- amfibieni (2): Discoglossus galganoi, Discoglossus jeanneae
- mamifere (11): liliac cârn (Barbastella barbastellus), lupul (Canis lupus), Galemys pyrenaicus, vidră de râu (Lutra lutra), liliac cu aripi lungi (Miniopterus schreibersii), liliac cu urechi de șoarece (Myotis blythii), liliac cărămiziu (Myotis emarginatus), liliac comun (Myotis myotis), liliacul mediteranean cu potcoavă (Rhinolophus euryale), liliacul mare cu potcoavă (Rhinolophus ferrumequinum), liliacul mic cu potcoavă (Rhinolophus hipposideros)
- nevertebrate (5): molia lunii spaniolă (Actias isabellae), croitorul mare al stejarului (Cerambyx cerdo), fluturele auriu (Euphydryas aurinia), rădașcă (Lucanus cervus), Phengaris nausithous
- pești (5): Achondrostoma arcasii, Cobitis calderoni, Cobitis paludica, Pseudochondrostoma polylepis, Rutilus alburnoides
- reptile (4): țestoasa de baltă (Emys orbicularis), Iberolacerta monticola, Lacerta schreiberi, Mauremys leprosa

Pe lângă speciile protejate, pe teritoriul sitului au mai fost identificate 34 de specii de plante, 25 de specii de păsări, 8 specii de amfibieni, 5 specii de mamifere, 6 specii de nevertebrate, 2 specii de reptile.